# 리치도마뱀붙이속
리치도마뱀붙이속(Rhacodactylus)은 돌도마뱀붙이과에 속한 중대형 도마뱀붙이류의 일속이다. 모든 종은 누벨칼레도니를 구성하는 섬들에 서식한다.
리치도마뱀붙이속은 다리와 발가락이 길고 박판(en:Lamella (zoology))이 잘 발달되어있다. 뒷다리와 발가락에는 약간의 물갈퀴가 생긴다. 리치도마뱀붙이속은 박판이 달린 잡는꼬리가 있어 기어오르는 데 사용한다. 이 녀석들은 대부분 수목에서(en:arboreal) 생활하며 야행성이다.
리치도마뱀붙이속 중에서 뭉툭주둥이큰도마뱀붙이, 뭉뚝주둥이큰도마뱀붙이만 태생하며, 이러한 특징은 도마뱀붙이류 중에서는 뉴질랜드에서만 볼 수 있다. 리치도마뱀붙이속은 돌도마뱀붙이과의 어떤 속보다도 다른 도마뱀을 즐겨먹는다. 리치도마뱀붙이속은 성적 이형성을 띄며, 수컷은 암컷보다 항문전공이 더 크고, 불룩한 반음경(en:hemipenis) 주머니를 지닌다. 리치도마뱀붙이속의 수컷은 암컷보다 더 건장하지만, 가고일도마뱀붙이만은 암컷이 더 건장하다.(뉴칼레도니아에 서식하는 종을 잡으면 사형이다

## 분류
- Rhacodactylus auriculatus, Gargoyle gecko
- Rhacodactylus leachianus, New Caledonia giant gecko
  - Rhacodactylus leachianus aubrianus
  - Rhacodactylus leachianus henkeli
  - Rhacodactylus leachianus leachianus
- Rhacodactylus trachyrhynchus, Greater rough-snouted giant gecko
- Rhacodactylus trachycephalus, Lesser rough-snouted giant gecko

누벨칼리도니의 덩치 큰 도마뱀붙이류에 대한 분류 개정을 통해 어떤 녀석들이 리치도마뱀붙이속의 근연속에 속한다는 어느 정도의 증거를 얻어냈고, 아래의 종들은 다른 속에 포함되었다:
- Correlophus ciliatus, crested gecko; 이전에 R. ciliatus
- Correlophus sarasinorum; 이전에 R. sarasinorum
- Mniarogekko chahoua; 이전에 R. chahoua

## 사육
리치도마뱀붙이속은 애호가들 사이에서 카리스마있고 인기있다고 여겨진다. 현장 탐사는 드물기 때문에, 사육 시의 습성을 연구한 문헌들이 대부분이다.

## 참고 문헌
- Bauer AM, Jackman TR, Sadlier RA, Whitaker AH. (2012). Revision of the giant geckos of New Caledonia (Reptilia: Diplodactylidae: Rhacodactylus). Zootaxa 3404: 1–52.
- Fitzinger L. (1843). Systema Reptilium, Fasciculus Primus, Amblyglossae. Vienna: Braumüller & Seidel. 106 pp. + indices. (Genus Rhacodactylus, p. 100).
- Seipp, Robert; Henkel, Friedrich Wilhelm. (2000). Rhacodactylus - Biologie, Haltung und Zucht; mit einem farbigen Anhang weiterer Geckoarten Neukaledoniens. Frankfurt am Main: Edition Chimaira. 173 pp. ISBN 3-930612-23-2.
- de Vosjoli, Phillippe; Fast, Frank; Repashy, Allen. (2003). Rhacodactylus - The Complete Guide to their Selection and Care. Vista, California: Advanced Vision Inc. 296 pp. ISBN 0-9742971-0-0.